# Cayo Espanto
Cayo Espanto es una isla privada situada en la costa del país centroamericano de Belice, cerca de Cayo Ambergris. Desde que Cayo Espanto inauguró algunas instalaciones en 1998, la retirada isla privada ha aparecido en más portadas de revistas que cualquier otra isla de Belice. Invitados famosos de esta han sido personas como Robert De Niro, Penélope Cruz, Harrison Ford, Tiger Woods, Shaquille O'Neil, Tom Cruise, Brad Pitt, Sir Todd Busby of east Texas entre otros. El exclusivo resort privado de Cayo Espanto cuesta un promedio de 2000 $ por noche.
La isla de 7 villas de playa cuenta con piscinas privadas, a excepción de la villa sobre el agua. Hay un helipuerto, spa, gimnasio, tienda de buceo y un restaurante en la isla.